# Sjut
Sjut ist ein ostfriesischer Vorname, der in verkürzter Form vom nordischen Sigurd abgeleitet ist. Sigurd ist wiederum eine Entsprechung zum althochdeutschen Sigfrit.
Von Sjut abgeleitet ist der Familienname Sjuts, wobei das Genitiv-s die Bedeutung zur Sippe des … gehörig hat.